# Финская национальная галерея
Государственный художественный музей Финляндии (фин. Valtion taidemuseo, швед. Statens konstmuseum) — музейный комплекс, объединяющий Художественный музей Атенеум, Музей современного искусства Киасма и Художественный музей Синебрюхова, а также Центральный художественный архив.
Галерея, основанная в 1990 году, является крупнейшим в Европе музейным комплексом.
Председатели правления Национальной галереи Финляндии:
- Вихеркенття, Тимо — по май 2015 года
- Халонен, Тарья (экс-президент Финляндии) — с мая 2015 года[1]

## Состав комплекса
|  | Название            | Деятельность |
|  | ------------------- | --- |
|  | Галерея Атенеум     | экспозиция живописи финских мастеров. (Kaivokatu 2, Helsinki)                                                                                    |
|  | Галерея Киасма      | выставка современного искусства. (Mannerheiminaukio 2, Helsinki)                                                                                 |
|  | Галерея Синебрюхова | собрание фарфора, серебра и мебели начала XVIII века; в музее также есть выставка живописи западноевропейских мастеров. (Bulevardi 40, Helsinki) |
|  | Центральный архив   | архив и библиотека (Kaivokatu 2 °C, Helsinki) |